# Rihards Dubra
Rihards Dubra (* 28. Februar 1964 in Riga) ist ein lettischer Komponist.

## Leben
Rihards Dubra studierte Musiktheorie und Komposition an der Emīls-Dārziņš-Musikschule und an der lettischen Musikakademie bei Juris Karlsons. 1997 beendete er sein Studium mit einem Masterabschluss in Komposition. Er war einige Jahre als Organist an der katholischen Kirche Mater Dolorosa in Riga tätig. Er ist einer der Gründer und Leiter der Gruppe Schola Cantorum Riga. Außerdem ist er als Lehrer für Musiktheorie und Komposition an der Musikschule in Jūrmala tätig und seit 1999 Kantor an der katholischen Maria-Magdalenen-Kirche.

## Werke
- Symphonia für Orchester
- Vier kleine Symphonien für Kammerorchester
- Messe für Chor und Orchester
- Missa Sinceritatis für Tenor Solo, Oboe, Chor, Percussion und Orgel
- Sitivit Anima Mea für Bariton Solo, Englischhorn, 8 Celli und 2 Kontrabässe (una sinfonia da camera)
- Alma Redemptoris Mater für Chor, Sopransaxophon und Orgel
- Oratio für Chor und Marimba
- Te Deum für 6 Chöre und Orchester
- Missa simplex X D-Dur für Chor, Orgel und Streicher (Aufführung auch ohne Streicher möglich)

außerdem einige kleinere Kantaten, Märchenballet für Kinder, etwa 40 Motetten für Chor, Orgel- und Klavierstücke